# Bárány József
Bárány József (Nádudvar, 1856. december 11. – Budapest, Terézváros, 1916. április 15.) kecskeméti főrabbi, egyházi író.

## Élete
Bárány Mátyás vegyeskereskedő és Altmann Mária fia. 1877 és 1885 között a budapesti Rabbiképző növendéke volt. 1885-ben avatták bölcsészdoktorrá a Budapesti Tudományegyetemen, 1886-ban pedig rabbivá. 1887-ben debreceni rabbi, 1888–1891-ben a Pesti Izraelita Hitközség tanfelügyelője, 1891-től kecskeméti főrabbi volt. Munkatársa volt az Egyenlőség és Magyar-Zsidó Szemle című lapoknak. 1916-ban hunyt el a Pesti Izraelita Hitközség Szabolcs utcai Kórházában.

## Családja
Felesége Witz Irma (1876–?) volt, Witz Antal mészárosmester Witz Emma lánya, akit 1895. december 25-én Kecskeméten vett nőül.
- Fia Bárány György (1897–?) újságíró. Felesége Braver Erzsébet.

## Művei
- Gabirol bölcselete. Budapest, 1885.
- Izrael története. I. rész. Bibliai történet a honfoglalásig. Olvasmányokkal, héber szöveggel és praeparatiókkal. Közép-, polgári- és felsőleányiskolák számára. Budapest, 1890. (Stern Ábrahámmal közösen)
- Gyászbeszéd Kecskeméti Lajos fölött. 1915. november 20-án. Kecskemét, 1916.